# Gøgens kalden
Gøgens kalden er en krimi fra 2013 skrevet under pseudonymet Robert Galbraith af den britiske forfatter J.K. Rowling. Bogens stil er blevet sammenlignet med P.D. James og Ruth Rendell. Bogen er den første i en serie om krigsveteranen Cormoran Strike.

## Handling
Da den unge og smukke fotomodel, Lula Landry, styrter i døden fra sin balkon i London, antager politiet meget hurtigt, at der er tale om selvmord, men hendes halvbror har imidlertid sine tvivl, og han hyrer privatdetektiven Cormoran Strike til at undersøge hele sagen nærmere.
| Bog | Spire Denne artikel om bøger og tidsskrifter er en spire som bør udbygges. Du er velkommen til at hjælpe Wikipedia ved at udvide den. |